# Mastixis malis
Mastixis malis là một loài bướm đêm trong họ Noctuidae.